# Зволле (Луїзіана)
Зволле (англ. Zwolle) — місто (англ. town) в США, в окрузі Сабін штату Луїзіана. Населення — 1638 осіб (2020).

## Географія
Зволле розташований за координатами 31°38′6″ пн. ш. 93°38′37″ зх. д. / 31.63500° пн. ш. 93.64361° зх. д. (31.634908, -93.643738).  За даними Бюро перепису населення США в 2010 році місто мало площу 9,51 км², з яких 8,43 км² — суходіл та 1,09 км² — водойми. В 2017 році площа становила 12,90 км², з яких 11,82 км² — суходіл та 1,09 км² — водойми.

## Демографія
Згідно з переписом 2010 року, у місті мешкало 1759 осіб у 673 домогосподарствах у складі 441 родини. Густота населення становила 185 осіб/км².  Було 801 помешкання (84/км²).
Расовий склад населення:
| - 48,9 % — чорних або афроамериканців - 30,0 % — білих - 15,9 % — корінних американців - 0,1 % — азіатів - 1,0 % — осіб інших рас |

До двох чи більше рас належало 4,2 %. Частка іспаномовних становила 5,5 % від усіх жителів.
За віковим діапазоном населення розподілялося таким чином: 33,4 % — особи молодші 18 років, 56,8 % — особи у віці 18—64 років, 9,8 % — особи у віці 65 років та старші. Медіана віку мешканця становила 29,0 року. На 100 осіб жіночої статі у місті припадало 90,2 чоловіків;  на 100 жінок у віці від 18 років та старших — 80,4 чоловіків також старших 18 років.
Середній дохід на одне домашнє господарство  становив 36 177 доларів США (медіана — 24 423), а середній дохід на одну сім'ю — 43 012 долари (медіана — 32 500). Медіана доходів становила 42 708 доларів для чоловіків та 23 125 доларів для жінок. За межею бідності перебувало 34,6 % осіб, у тому числі 51,4 % дітей у віці до 18 років та 20,8 % осіб у віці 65 років та старших.
Цивільне працевлаштоване населення становило 673 особи. Основні галузі зайнятості: освіта, охорона здоров'я та соціальна допомога — 22,6 %, сільське господарство, лісництво, риболовля — 13,8 %, виробництво — 11,9 %, мистецтво, розваги та відпочинок — 10,7 %.